# Leucopogon milliganii
Leucopogon milliganii är en ljungväxtart som först beskrevs av Ferdinand von Mueller, och fick sitt nu gällande namn av Rodway. Leucopogon milliganii ingår i släktet Leucopogon och familjen ljungväxter. Inga underarter finns listade i Catalogue of Life.